# Jonathan Nott
Jonathan Nott (Solihull, Inglaterra, 1962) é um maestro britânico. Ele foi estudante de música e coral na Universidade de Cambridge e também estudou canto e flauta na Faculdade Real de Manchester. Nott também estudou condução em Londres. Ele deixou Londres para tornar-se maestro na Alemanha. 
Nott fez sua estréia como maestro em 1988 no Festival de Ópera de em Battignano, Itália. Em 1989 ele foi apontado como kapellmeister na Orquestra Frankfurt. Em 1991 ele foi apontado como kapellmeister no Teatro Nacional Hessian e tornou-se o diretor musical chefe de 1995 até 1996. Posteriormente ele tornou-se diretor musical do Teatro de Lucerne, e serviu como maestro principal da Orquestra Sinfônica de Lucerne, de 1997 até 2002. 
Com a Filarmônica de Berlim, Nott fez inúmeras gravações de trabalhos de György Ligeti. Nott tornou-se o diretor principal da Orquestra Sinfônica de Bamberg em Janeiro de 2000. Com a orquestra ele fez sua estréia na Cidade de Nova Iorque. Seu atual contrato vai até 2010. Nott e sua esposa tem três filhos.